# Хит 202
Хит 202, раније под називом Хит недеље, музичка је радио-емисија на програму Радио Београда 202.

## О емисији
Музичар Влада Јанковић Џет, у то време познат као басиста групе Црни бисери, почео је да ради на Радио Београду 202 у јулу 1978. године, а наредног лета осмислио је и покренуо емисију Хит недеље. Прво издање емисије на програму је било 30. јуна 1979. године и слушаоци су тада за хит недеље одабрали песму Sultans of Swing, коју изводи састав Dire Straits.
Закључно са септембром 2023. године, највећи број хитова недеље уопште имала је енглеска хеви метал група Iron Maiden, док је конкуренцији домаћих извођача овај рекорд држала Рибља чорба.
Чланови састава Стефан Немања, заједно са групом музичара окупљеном под именом Екипа плус, објавили су у априлу 2021. године песму Караван 202, коју су описали као оду времену када се Хит 202 емитовао уживо из градова широм Србије и Југославије. Емисију су назвали јаким каменом темељцем рок културе.

## Списак песама изабраних за хит године
- 1985: Рибља чорба — Погледај дом свој, анђеле[5]
- 2004: Краљевски апартман — Рука правде
- 2005:  —
- 2006:  —
- 2007: Арт дилер — Мирис јесени
- 2008:  —
- 2009: Бјесови — Кад се руке моје везане раздвоје
- 2015:  —
- 2016: Џа или Бу — Гасио сам мрак
- 2017:  —
- 2018:  — Highway Tune[1]
- 2019: Гоблини — Ти си тај[6]
- 2020: Неми песник — Колико си луда[7][8]
- 2021: Били Ајдол — Bitter Taste[9]
- 2022: Констракта — In corpore sano[10]
- 2023:  — Angry[11]
- 2024: Охајо — Сијам[12]